# Lithobius waldeni
Lithobius waldeni är en mångfotingart som beskrevs av J.R. Eason 1985. Lithobius waldeni ingår i släktet Lithobius och familjen stenkrypare. Inga underarter finns listade i Catalogue of Life.